# Barzio
Barzio (AFI: /ˈbaːrt͡sjo/; Bàrz in dialetto valsassinese) è un comune italiano di 1 272 abitanti della Provincia di Lecco in Lombardia. Anticamente era anche conosciuto coi nomi di Barzo, Barso, Barsio.

## Geografia fisica
Barzio sorge all'interno di una conca del cosiddetto Altopiano Valsassinese, che sovrasta la valle sul versante est, in posizione opposta rispetto alle Grigne, tra il colle di Balisio e le Chiuse di Introbio.

## Origini del nome
La radice Bar-  fa supporre un'origine ligure.

## Storia
Da Barzio, in epoca romana, passava la via Spluga, strada romana che metteva in comunicazione Milano con Lindau passando dal passo dello Spluga.
Durante il Medioevo, a Barzio erano in vigore i cosiddetti "Statuti civili e criminali della comunità Valsassinese".
Feudo dei Della Torre, sotto il Ducato di Milano Barzio fu quindi assegnato come feudo a Facino Cane (1409) e, in seguito, a Giacomo Medici detto il Medeghino.
Nel XVI secolo contava solo poco più di trecento abitanti che vivevano in semplici case di legno con loggiati, verso la fine dell'Ottocento, con il miglioramento economico e sociale della popolazione, apparvero le prime ville e successivamente, con l'avvento del turismo di massa, numerosi condomini.
Il paese è considerato capoluogo turistico della Valsassina e offre numerose opportunità agli sportivi; da qui parte infatti una funivia, attiva già dagli anni '60, che conduce agli impianti di risalita dei Piani di Bobbio e della Valtorta costituendo il comprensorio sciistico più vicino a Milano ed alla Brianza.

### Simboli
Lo stemma e il gonfalone del Comune di Barzio sono stati concessi con decreto del presidente della Repubblica del 22 settembre 1992.
(D.P.R. 22.09.1992)
Lo stemma del paese si basa su una proposta formulata dallo studioso di storia locale Pietro Pensa. Le tre stelle ad otto punte ed il leone ricordano la Valsassina e l'importanza di questo paese per tutta la Valle.
Il monogramma AR è presente negli stemmi della famiglia Arrigoni e rimanda alla beata Guarisca Arrigoni, nata a Barzio nel 1382, che nel XV secolo fondò l'ospedale della Valle a Concenedo.
Il manzo passante è simbolo della famiglia Manzoni, originaria della Valsassina.
Il gonfalone è un drappo di bianco.

## Monumenti e luoghi d'interesse
- Chiesa di Sant'Alessandro
- Chiesa di Santa Maria Assunta a Concenedo[12]
- Santuario della Regina dei Monti e delle Funivie ai Piani di Bobbio
- Oratorio di San Giovanni Battista
- Palazzo Manzoni – sede del municipio

## Società

### Evoluzione demografica
- 744 nel 1722
- 475 nel 1771
- 787 nel 1805
- 2033 dopo annessione di Cassina, Cremeno, Concenedo e Moggio nel 1809
- 717 nel 1853
- 786 nel 1861
- 758 nel 1881
- 1 080 nel 1901
- 1 081 nel 1921
- 1 177 nel 1931 dopo l'annessione di Concenedo

Abitanti censiti

### Etnie e minoranze straniere
Secondo i dati ISTAT al 31 dicembre 2021 i cittadini stranieri residenti a Barzio erano 68.

## Cultura

### Biblioteche
La biblioteca comunale ha sede a Palazzo Manzoni in via Alessandro Manzoni 12.
Fondo Biblioteca manzoniana: dotazione della Biblioteca comunale è dedicato interamente alla figura di Alessandro Manzoni, alle sue opere ed alla relativa critica.

### Museo Medardo Rosso
Il Museo Medardo Rosso ha sede in via Baruffaldi 4.

### Eventi
Nelle prime settimane di giugno dal 2015 al 2019 aveva luogo Nameless Festival (Nameless Music Festival fino al 2022), che si è successivamente spostato ad Annone di Brianza.

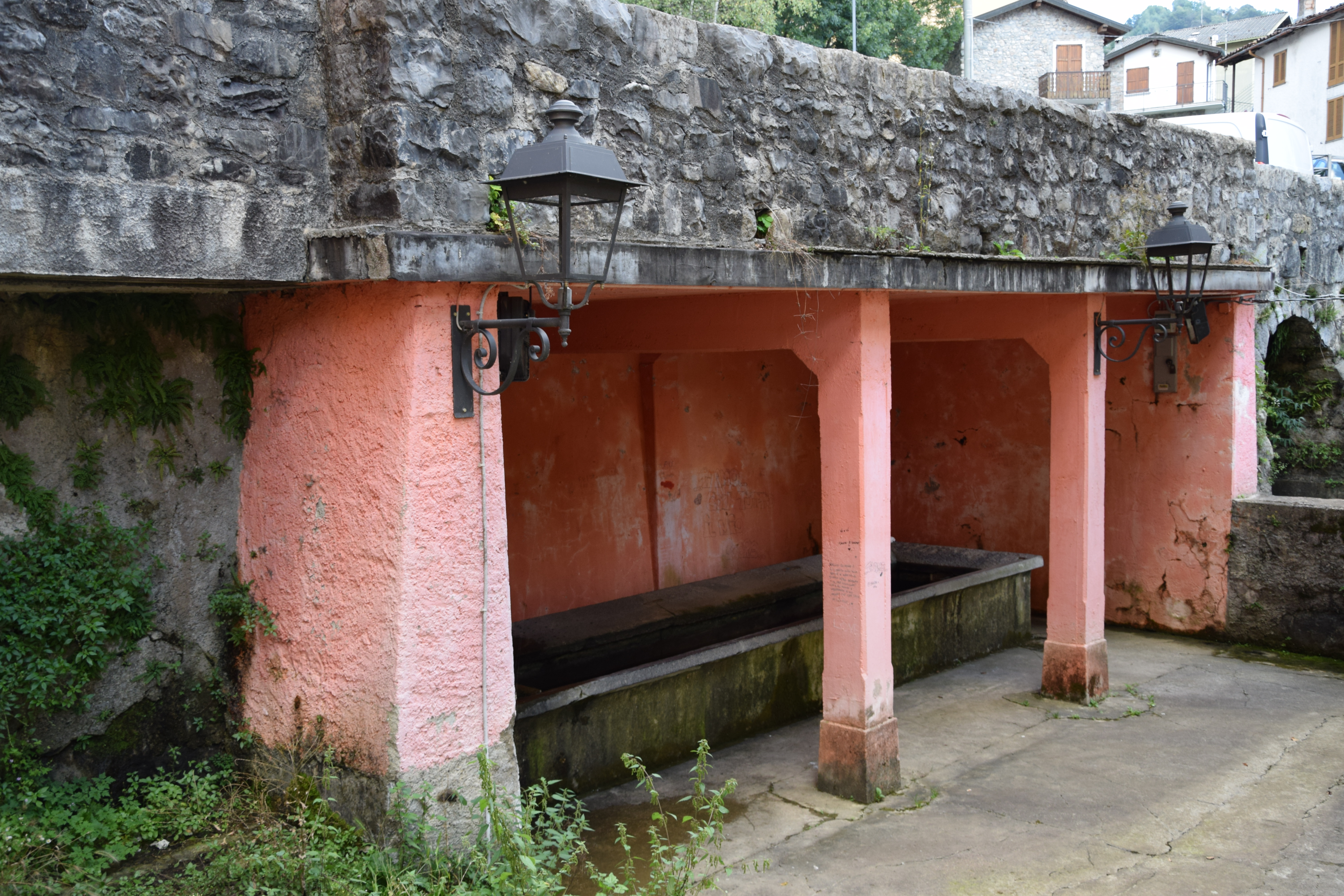
Lavatoio comunale

## Amministrazione

### Altre informazioni amministrative
Il Comune fa parte della Comunità montana della Valsassina, Valvarrone, Val d'Esino e Riviera.

### Gemellaggi
- Magland

## Sport
Nel 1979 Barzio è stata sede d'arrivo della 18ª tappa del Giro d'Italia, partita da Trento.

## Galleria d'immagini

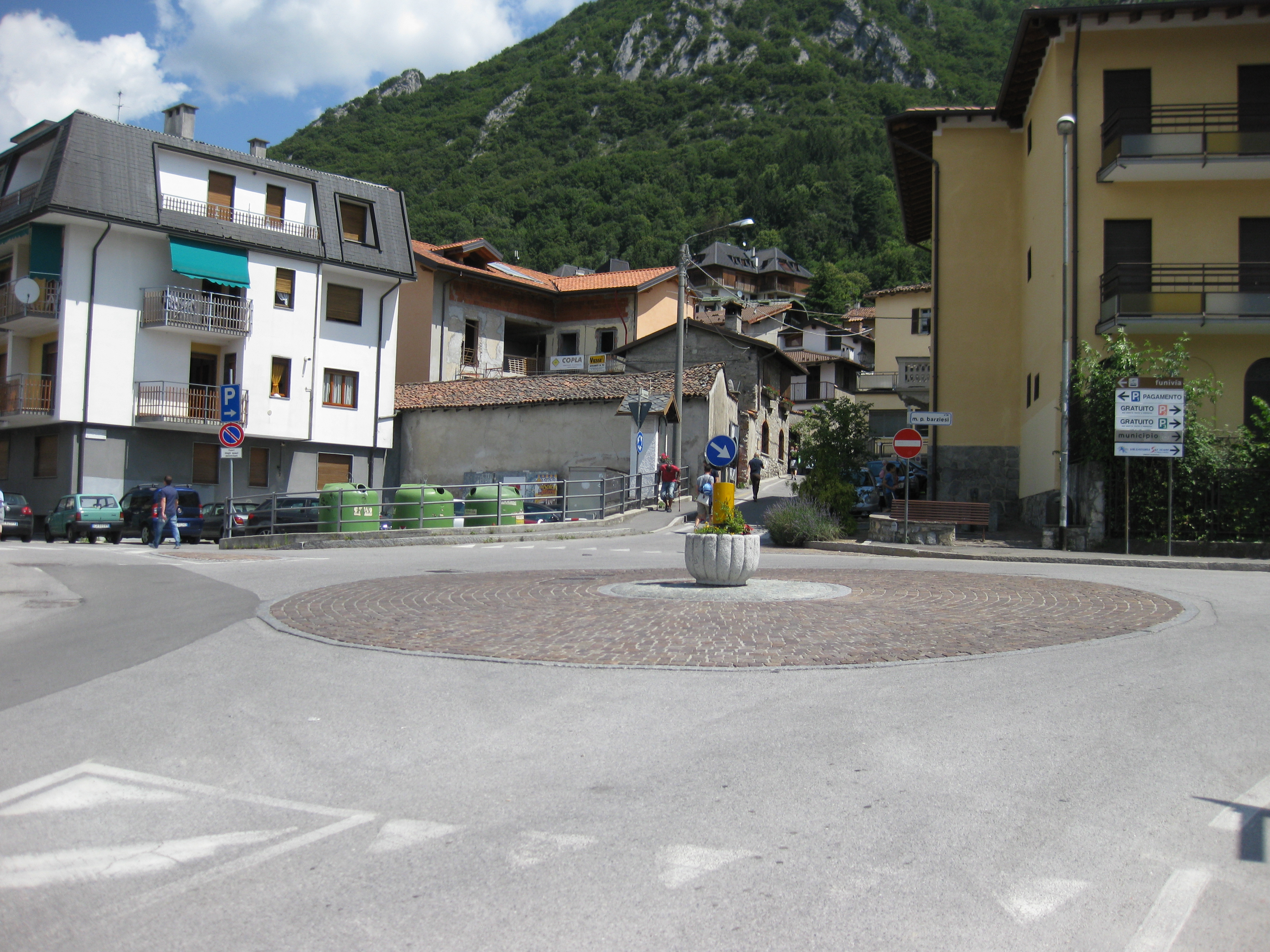
Via Martiri Patrioti Barziesi
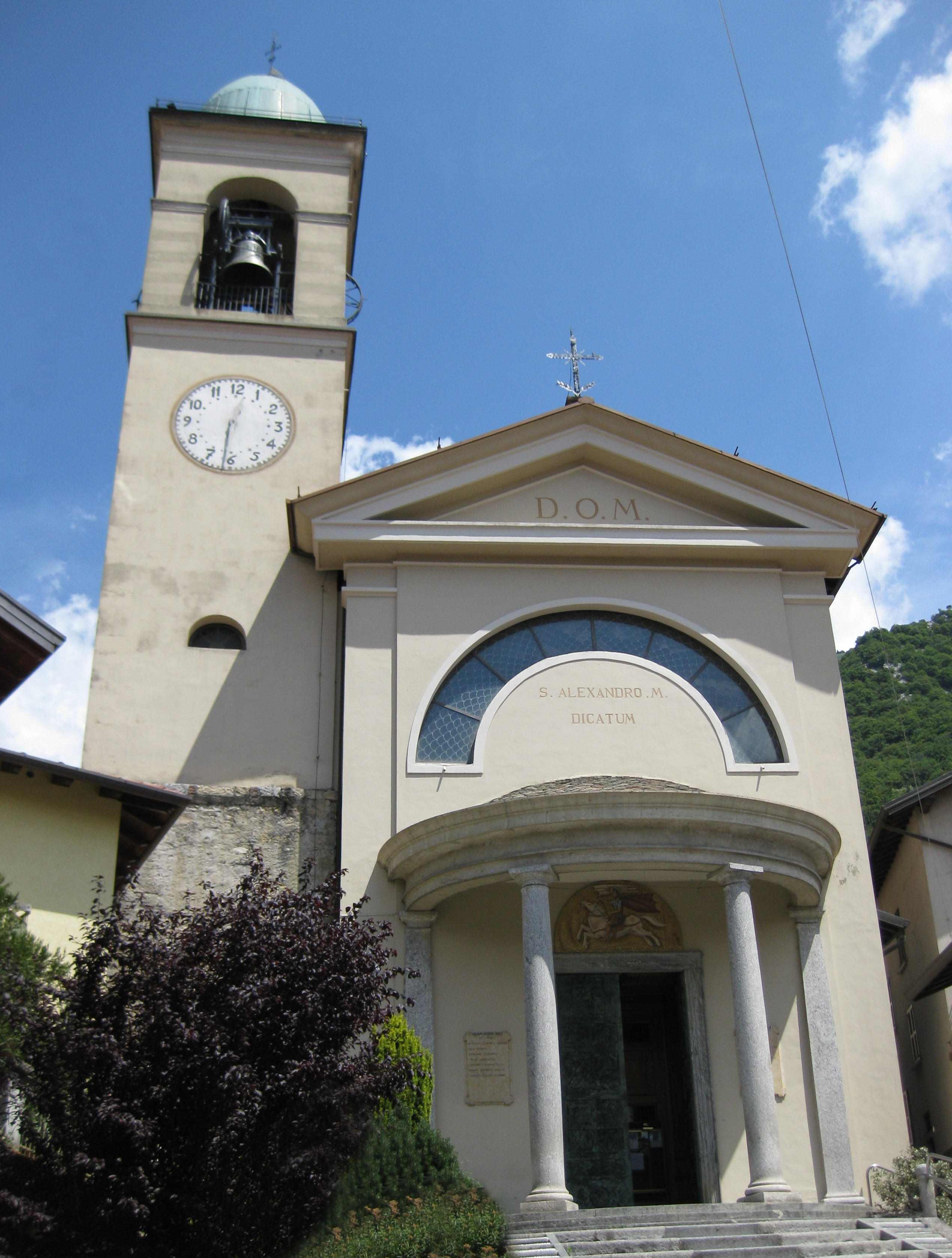
La chiesa di Sant'Alessandro
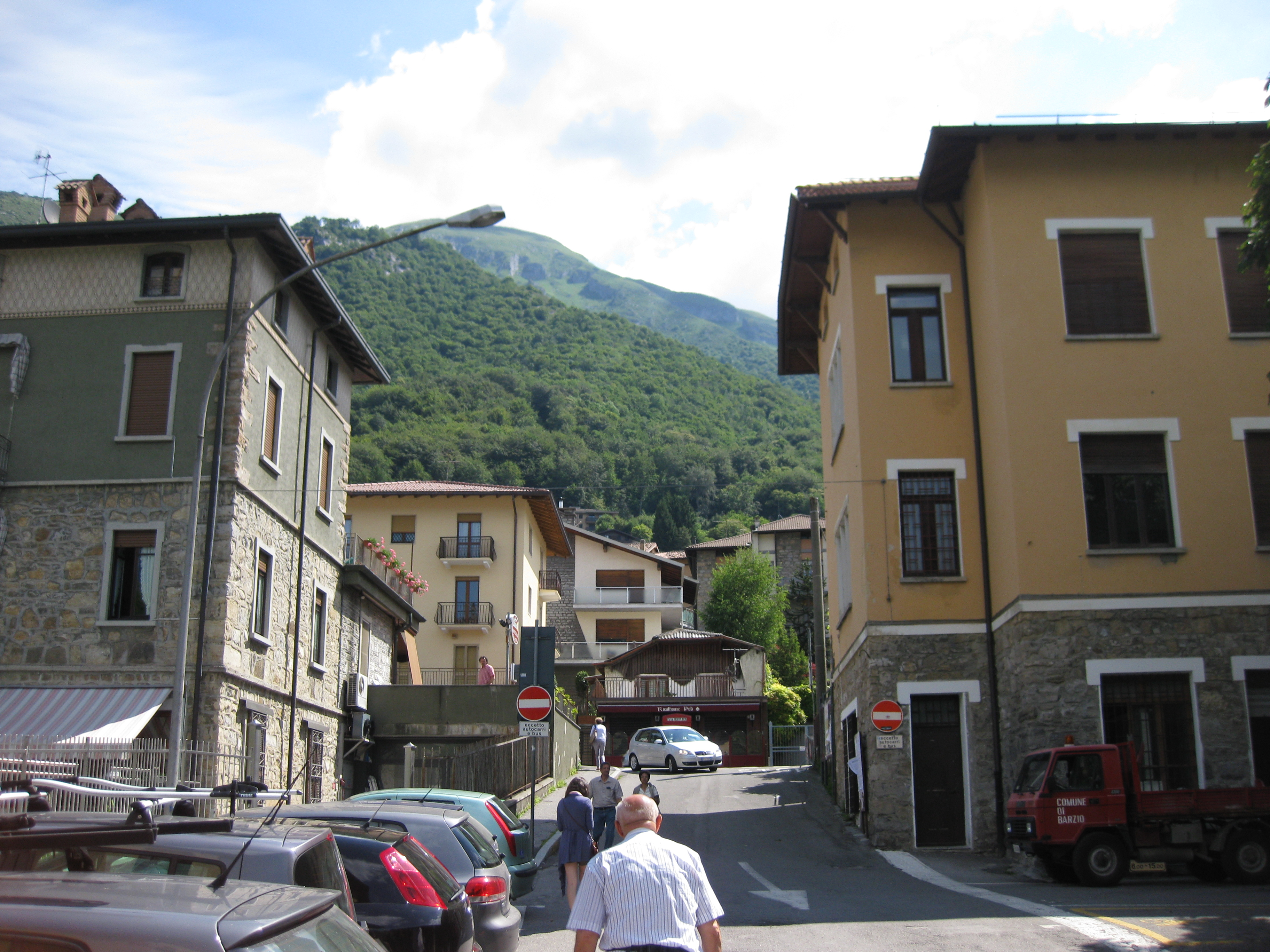
Località Cesura
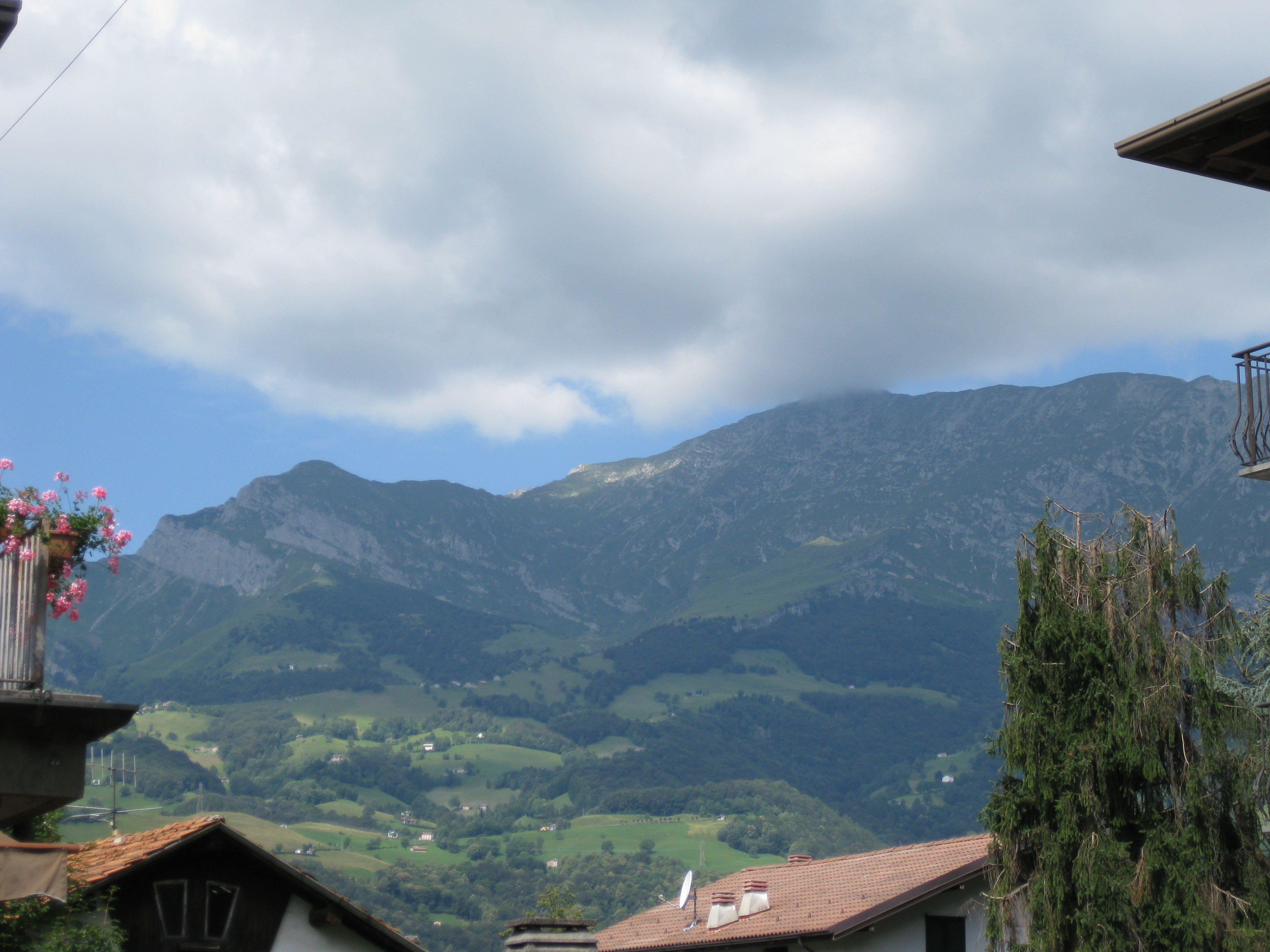
Le Grigne